# Lucy Birley
Lucy Birley, rodným příjmením Helmore, později Ferry, (18. září 1960 Shropshire – 23. července 2018), byla anglická modelka a fotografka. Jako modelku jí fotografovali například Steven Meisel nebo Robert Mapplethorpe. Pravidelně se objevovala v žebříčcích nejelegantnějších žen světa módního časopisu Vogue. Dne 26. června 1982 se provdala za hudebníka Bryana Ferryho. Měli spolu čtyři syny: Otise, Isaaca, Taru a Merlina. Lucy Ferry se již toho roku objevila na obalu alba Avalon Ferryho kapely Roxy Music (žena s helmou). Rozvedli se 31. března 2003. Ona se následně v říjnu 2006 provdala za podnikatele Robina Birleyho. Roku 2011 měla v Londýně výstavu vlastních fotografií. Zemřela při dovolené v Irsku ve věku 57 let. Spáchala sebevraždu zastřelením, údajně kvůli depresím.